# Carl Sigman
Carl Sigman (* 24. September 1909 in Brooklyn; † 26. September 2000 in Manhasset) war ein amerikanischer Songwriter.

## Leben
Sigman, der in New York aufwuchs, begann nach Bestärkung durch seinen Freund Johnny Mercer anstelle einer Karriere als Rechtsanwalt damit, Songs zu schreiben. Für Glenn Miller schrieb er Pennsylvania 6-5000 und für Frank Sinatra / Tommy Dorsey Love Lies (1940). Crazy, He Calls Me (1949) wurde durch Billie Holiday bekannt.
Hauptsächlich hat er als Textdichter gewirkt, teilweise in Kooperation mit Bob Hilliard. Auch hat er mit Duke Ellington (All Too Soon), Jimmy Van Heusen (I Could Have Told You) und mit Tadd Dameron (If You Could See Me Now) zusammengearbeitet. Gemeinsam mit Percy Faith schrieb er My Heart Cries For You, das 1951 von Dinah Shore, Guy Mitchell und Vic Damone aufgenommen wurde. 1953 schrieb er Ebb Tide, das sowohl durch Frank Chacksfield als auch durch die Righteous Brothers bekannt wurde. Auch schrieb er den Text zum Titelsong des Films Love Story, Where Do I Begin, mit dem Andy Williams einen Hit hatte. Auch hat er die englischsprachige Fassung von Songs erarbeitet, die in anderen Sprachen geschrieben worden waren, wie Answer Me, Till, The Day the Rains Came und What Now My Love.
1972 wurde Sigman in die Songwriters Hall of Fame aufgenommen.